# Израэландия
Израэландия (порт. Israelândia) — муниципалитет в Бразилии, входит в штат Гояс. Составная часть мезорегиона Центр штата Гойас. Входит в экономико-статистический микрорегион Ипора. Население составляет 2840 человек на 2007 год. Занимает площадь 577,480 км². Плотность населения — 4,8 чел./км².

## Статистика
- Валовой внутренний продукт на 2003 год составляет 15 977 590,00 реалов (данные: Бразильский институт географии и статистики).
- Валовой внутренний продукт на душу населения на 2003 год составляет 5580,72 реалов (данные: Бразильский институт географии и статистики).
- Индекс развития человеческого потенциала на 2000 год составляет 0,730 (данные: Программа развития ООН).